# Bánovina (budova)
Bánovina (srbsky v cyrilici Бановина, v latince Banovina) je neformální název pro budovu vlády Autonomní oblasti Vojvodiny. Stojí v Novém Sadu. Adresa budovy je Bulevar Mihajla Pupina 16.

## Status
V současné době je budova památkově chráněná. Na seznam památek byla zařazena roku 2007.

## Poloha
Budova se nachází v Novém Sadu a dominuje Bulváru Mihajla Pupina, hlavní novosadské třídě. Svojí severní stranou přiléhá k uvedené třídě. S výjimkou věže v severní části odstupuje fasáda budovy od uliční čáry třídy; před budovou se nachází rozšířený prostor. 
Stranou jižní potom k přiléhá k parku a budově skupštiny autonomní oblasti Vojvodina, od níž je oddělena úzkou ulicí jménem Banovinski prolaz. Svojí půlkruhovou stranou přiléhá ke křižovatce ulic Modene/Žarka Zrenjanina. 

## Popis

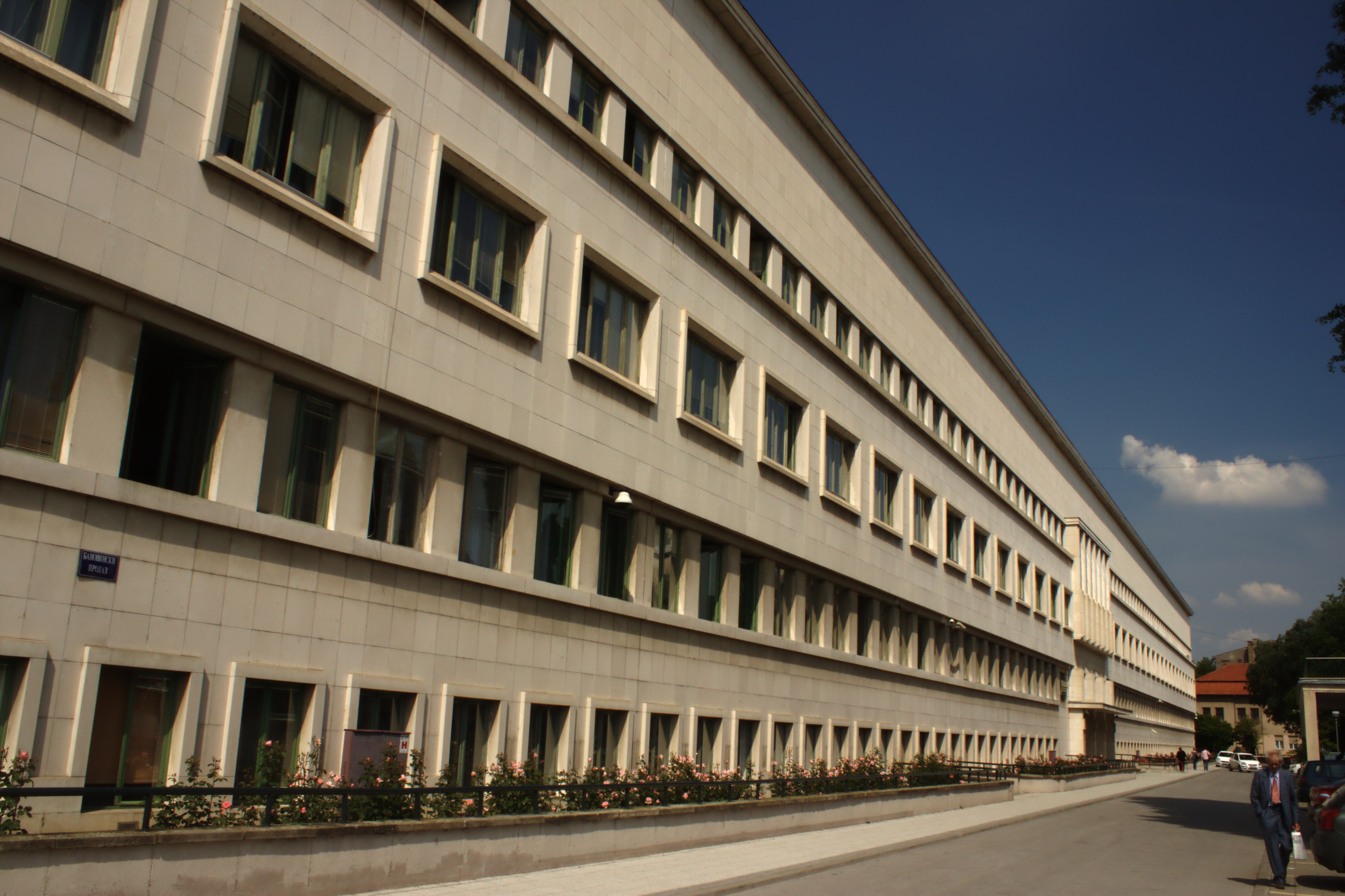
Fasáda budovy.

Budova má tvar podkovy o délce 185 m a šířce 42 m. 
Má pět poschodí, dominantním prvkem je vysoká věž v severní části, kde je až pět pater. V nižší části je budova vysoká zhruba okolo 20 metrů. Monumentální budova má přes 1000 oken. Nápadný je její hlavní vstup s řadou sloupů, zdůrazněný rovněž i řadou oken v prvním patře. V tomto prostoru se nachází reprezentativní salonky, které byly původně určeny pro vrcholného představitele Dunajské bánoviny – bána. Budova zahrnuje také i luxusní byt pro rodinu bána. Celkem se v komplexu nachází 147 místností. Centrální schodiště se nachází v místnosti, která je obložena Kararským mramorem. V komplexu se také nachází sbírka jugoslávských umělců 20. století, která je k vidění zejména během Dnů evropského dědictví.
V centrální části má několik atrií, dvě boční a dvě vnitřní.
Budova byla doplněna celou řadou soch. Značná část z nich se dochovala, symboly vládnoucího rodu Karađorđevićů však byly po druhé světové válce odstraněny. Vyobrazeni zde byli také Radomir Putnik, Stepa Stepanović a Živojin Mišić. Autorem soch a reliéfů byl manželský pár Baranji.
Nápadnou bílou fasádu tvoří mramor, který byl pro potřebu budovy těžen na ostrově Brač.

## Historie

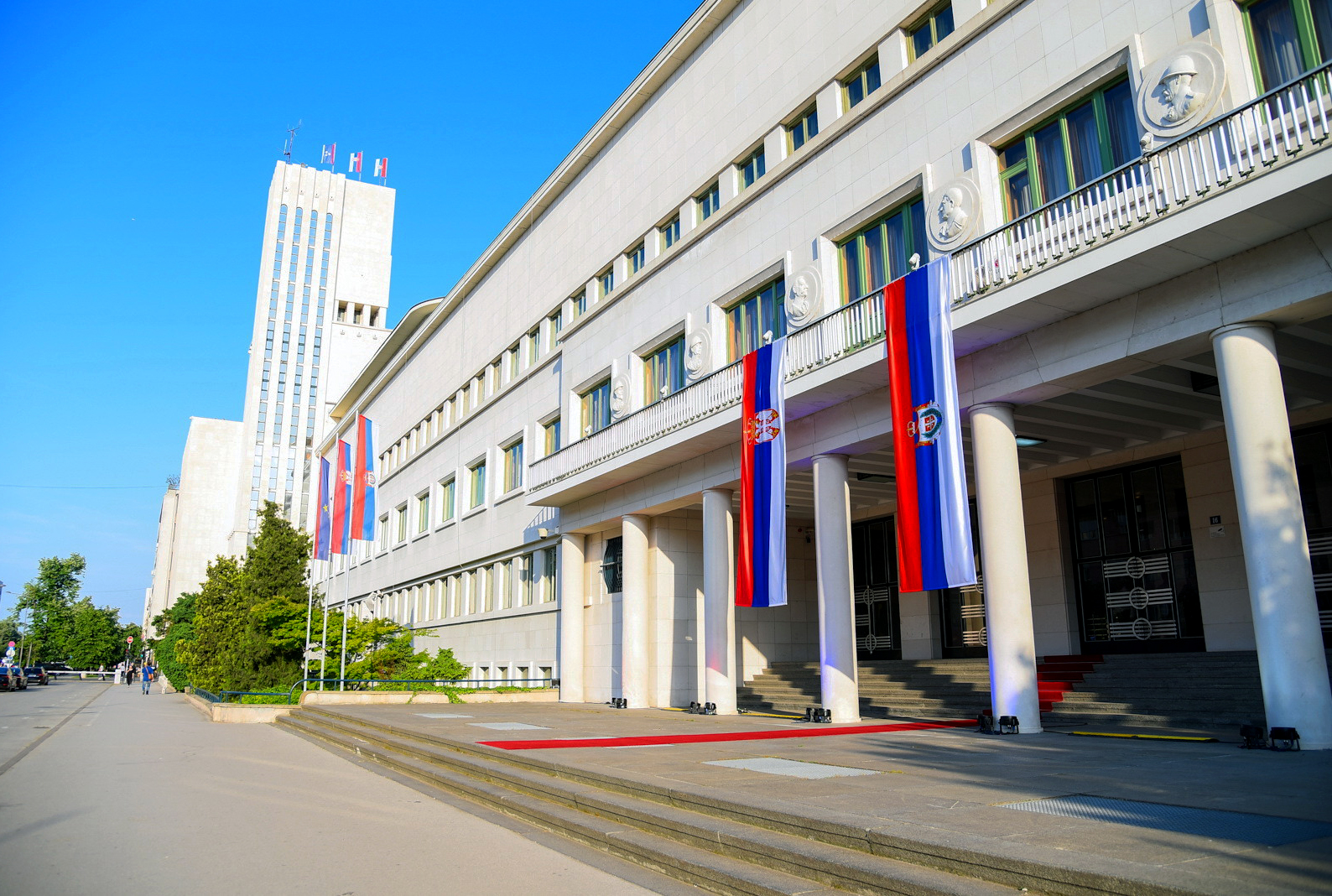
Hlavní vchod s vlajkami Srbska a Vojvodiny.

Jižně od historického jádra Nového Sadu se nacházel močál, který byl počátkem 20. století vysušen a na jeho místě vznikla silnice (předchůdce současného bulváru). Uvolnil se zde tak velký prostor pro výstavbu. V souvislosti s reformou administrativního uspořádání Jugoslávie vznikla potřeba pro velkou reprezentativní budovu, která by sloužila oblastním úředníkům. Prostor se tehdy jmenoval Malý Liman (odkazoval svým názvem na nedaleký Liman, kde se dnes nachází velké panelové sídliště). Město Novi Sad takovou stavbou v této době nedisponovalo.
Autorem stavby byl srbský architekt Dragiša Brašovan, původem z Vojvodiny. Budovu navrhl v 30. letech jako sídlo správy tehdejší Dunajské bánoviny. Jeho návrh vyhrál ve veřejné soutěži, která byla pro nový palác tehdy vypsána.
Stavební práce probíhaly pomalu. Komplikacemi byla jednak hospodářská krize v 30. letech, jednak také písčité a do značné míry nestabilní podloží. Musel být proveden ohromný výkop a vyčerpáno velké množství vody, která prosakovala z nedalekých močálů nebo Dunaje. Staveniště tehdy největšího paláce na území Jugoslávie a i na Balkáně přitahovalo pozornost jak veřejnosti, tak i odborníků. Dohlíželo na něj celkem šest inženýrů. Celkové náklady na stavební práce činily 56 milionů tehdejších dinárů. Stavba byla zahájena v roce 1930 a dokončena byla o devět let později.
Přestože byly bánoviny jako správní jednotky po druhé světové válce v souvislosti s příchodem komunistů zrušeny, lidové označení stavbě zůstalo. Kvůli své podobě, připomínající loď, ji také místní označují jako bela krstarica.
Budova byla dějištěm tzv. jogurtové revoluce v roce 1988. V roce 1999 na ní dopadla během bombardování NATO jediná bomba.
V roce 2023 bylo rozhodnuto o energetické sanaci budovy. V té době již probíhala výstavba podzemní garáže, která narušila stabilitu jedné části budovy, objevily se pukliny.
Spolu s Tanurdžićovým palácem se jedná o jednu z největších meziválečných staveb v Novém Sadu a ukázku jugoslávské moderní architektury.